# Edward Heil
Edward Heil, ps. Jerzy, Scout, Stokłosa (ur. 22 lipca 1903 w Stryju, zm. 27 maja 1944 w Krakowie) – polski harcmistrz, uczestnik walk w obronie Przemyśla i Lwowa w 1918 r., działacz i członek zarządu Harcerskiego Klubu Sportowego Czuwaj, założyciel VI Przemyskiej Drużyny Żeglarskiej, instruktor okręgu Związku Strzeleckiego w Przemyślu, komendant Poleskiej Chorągwi Harcerzy i Krakowskiej Chorągwi Szarych Szeregów, Zastępca Szefa Biura Informacji i Propagandy AK, rozstrzelany przez Niemców 27 maja 1944 roku w Krakowie.
Od 16 czerwca 1939 roku do wybuchu II wojny światowej pełnił funkcję starosty powiatowego w Brześciu nad Bugiem. Będąc tym samym najmłodszym starostą w II RP.

## Życiorys

### Lata przedwojenne
Edward Heil urodził się w 1903 roku w Stryju, a trzy lata później przeprowadził się z rodzicami do Przemyśla, gdzie w 1914 rozpoczął naukę w Gimnazjum im. J. Słowackiego. W 1918 walczył ochotniczo w obronie Przemyśla i Lwowa (Orlęta Lwowskie), za co rok później 19 marca otrzymał dyplom i powrócił na ławę szkolną. W 1920 roku został członkiem II Drużyny Skautowej im. Kazimierza Pułaskiego w zastępie „Wilki”, gdzie zbudował swoją pierwszą łódkę. Ukończył także kurs zastępowych i wstąpił do oddziałów Legii Obywatelskiej. Rok później został członkiem i jednym z założycieli Klubu Sportowego „Czuwaj”, a 1 listopada otrzymał Dyplom Odznaki Ofiarnych (LP. 11566). Przez dwa lata (1921–1922) udzielał się w redakcji pisma „Ku Świtom”. W 1922 uczestniczył w kursie instruktorskim w Spasie, otrzymał stopień ćwika, a 28 maja 1923 roku otrzymał stopień instruktorski – przewodnik. W tym roku Edward Heil zdał również maturę i dostał się na Uniwersytet Jana Kazimierza we Lwowie. W 1924 roku odbył swój pierwszy rejs rzekami Sanem i Wisłą na I Narodowy Zlot Harcerzy w Warszawie. W roku 1925 kierował wyprawą dwóch łodzi Sanem i Wisłą do Gdańska. W 1926 założył pierwszy zastęp wodny w hufcu przemyskim i w tym samym roku spłynął rzeką Bug od Sokala do ujścia rzeki do Narwi wraz z Józefem Tomczykiem, a następnie w górę rzeki do jej źródeł w Puszczy Białowieskiej. W 1927 roku założył VI Przemyską Drużynę Żeglarską im. Jana z Kolna, wziął udział w Walnym Zjeździe ZHP w Warszawie oraz wyprawił się łodzią, rzekami Prut i Dniestr do Morza Czarnego. 28 maja 1929 roku uzyskał stopień podharcmistrza, w tym roku uczestniczył też w I Narodowym Zlocie Harcerzy w Poznaniu i kierował budową przystani na Sanie w Przemyślu. W 1931 roku „Stokłosa” ukończył studia na Dziale Prawa Uniwersytetu Jana Kazimierza we Lwowie i rozpoczął pracę u starosty Biernackiego w Przemyślu. Uczestniczył również w kursie morskim w Gdyni (komendantem tego kursu był gen. Mariusz Zaruski), podczas którego otrzymał stopień sternika morskiego. Rok później Heil wszedł w skład Komendy Hufca w Przemyślu. 6 czerwca otrzymał Odznakę XX-lecia Harcerstwa Lwowskiego. W 1933 przeprowadził się do Brześcia nad Bugiem, gdzie został starostą. W roku 1934 otrzymał odznakę Harcerstwa Przemyskiego. 15 stycznia 1936 otrzymał Odznakę XXV-lecia ZHP. 10 września 1937 roku uzyskał stopień harcmistrza, a 10 lutego 1938 otrzymał medal XV-lecia Odzyskania Morza.

### Okres II wojny światowej

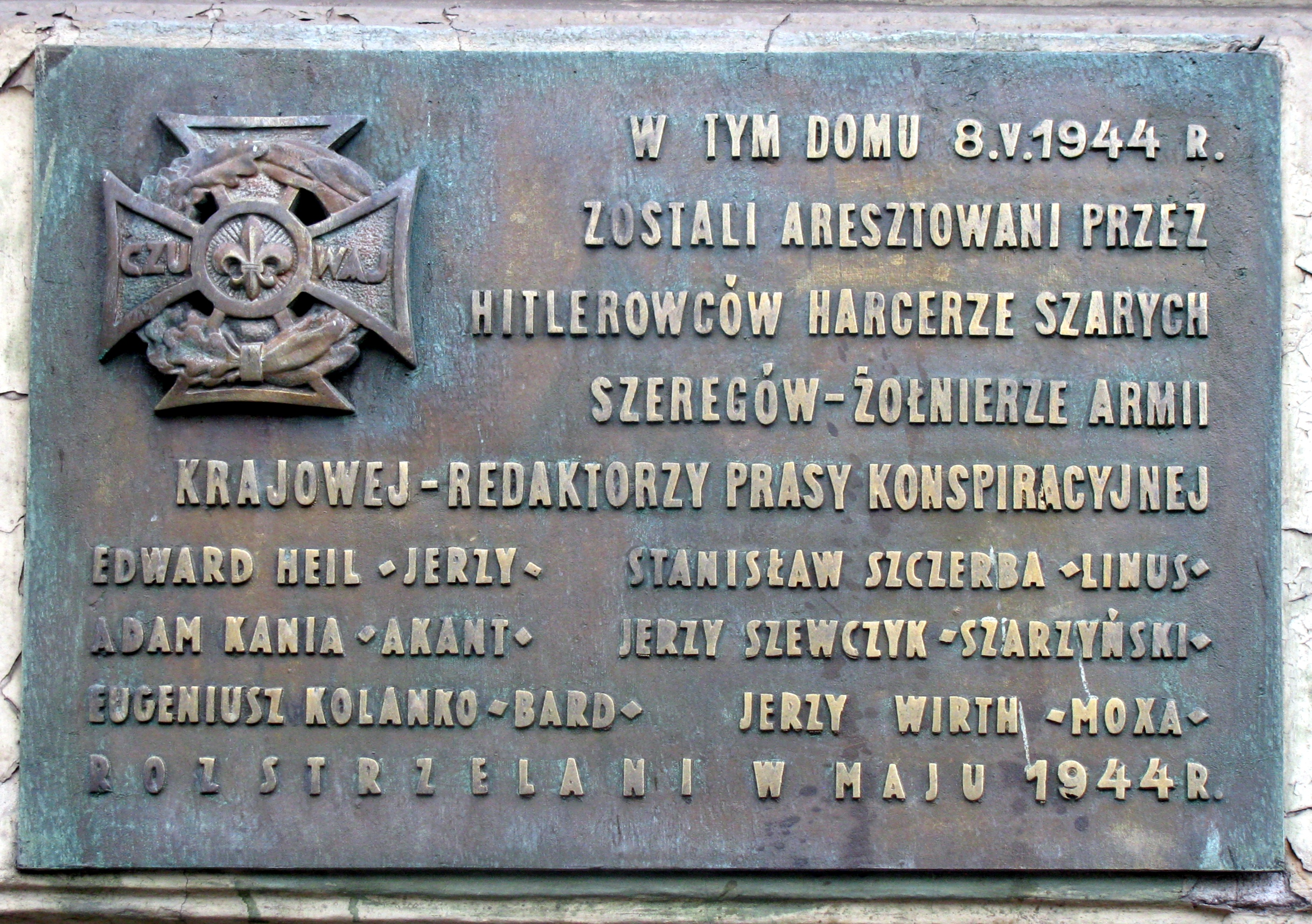
Tablica przy ulicy Grzegórzeckiej 14

W sierpniu 1939 roku, będąc w Warszawie, Edward Heil był Komisarzem Pogotowia Harcerzy Chorągwi Poleskiej. We wrześniu powrócił do Brześcia, a po wkroczeniu Armii Czerwonej, wraz z żoną i dwójką synów, udał się do Pińska. Jednak nie zabawił tam długo, gdyż zaraz przeprowadził się do Janowa Poleskiego, a stamtąd do Lwowa i tam zamieszkał do 1940. W grudniu 1939 pod okupacją sowiecką „Stokłosa” był jednym z założycieli Harcerskiej Organizacji Niepodległościowo-Wojskowej, która w późniejszych latach została przekształcona w Hufiec Szarych Szeregów. W styczniu 1940 przedostał się do Przemyśla, a następnie do Krakowa, gdzie został już na stałe. Był jednym z pracowników BIP-u i współpracował z Konfederacją Tatrzańską. Jego oficjalnym zawodem był ogrodnik, zawód mało podejrzany dla gestapo. W marcu 1943 roku objął funkcję Komendanta Krakowskiej Chorągwi Szarych Szeregów i w kwietniu utworzył pierwszą kampanię harcerską „Bartek”. Pierwsze miesiące roku 1944 były okresem przygotowań do przewidywanego powstania, więc w związku z tym 8 maja miało się odbyć spotkanie dowódców przy ulicy Grzegórzeckiej 14 w Krakowie. Jednak gestapo zostało o tym poinformowane przez jednego z kolaborantów, zrobili nalot na mieszkanie i wszystkich aresztowano. Edward Heil spóźnił się na to spotkanie i widząc, iż drzwi nie otworzył mu przyjaciel, tylko Niemiec, podał się za sprzedawcę mydła. Jednak nie uwierzono mu i został aresztowany tak jak reszta. 15 maja 1944 nazwisko „Jerzego” niemiecka policja umieściła na liście osób przeznaczonych do rozstrzelania. 27 maja 1944 roku został rozstrzelany wraz z wieloma innymi osobami przy ulicy Botanicznej w Krakowie.

## Upamiętnienie

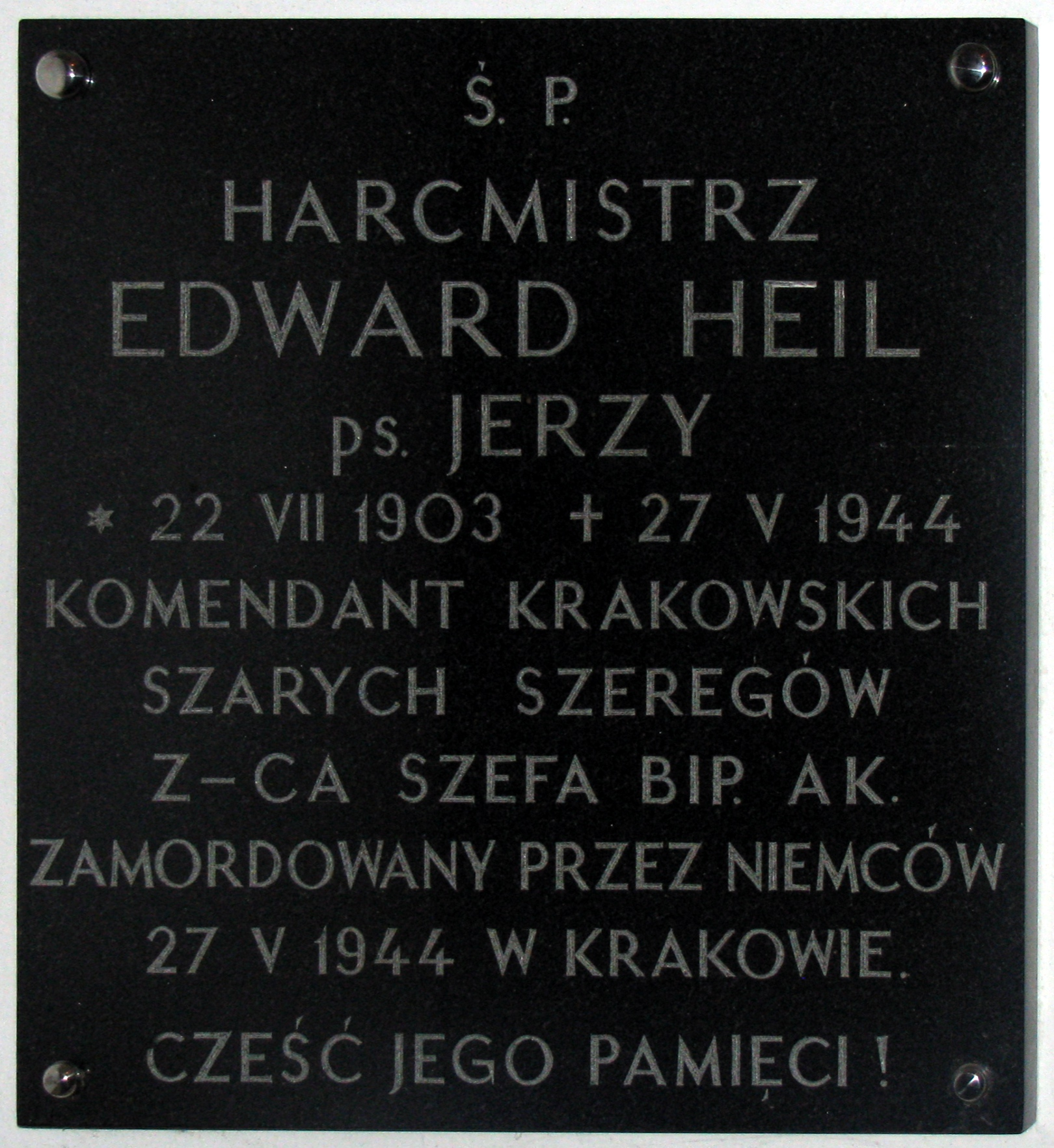
Tablica Pamiątkowa Edwarda Heila w kościele świętego Idziego

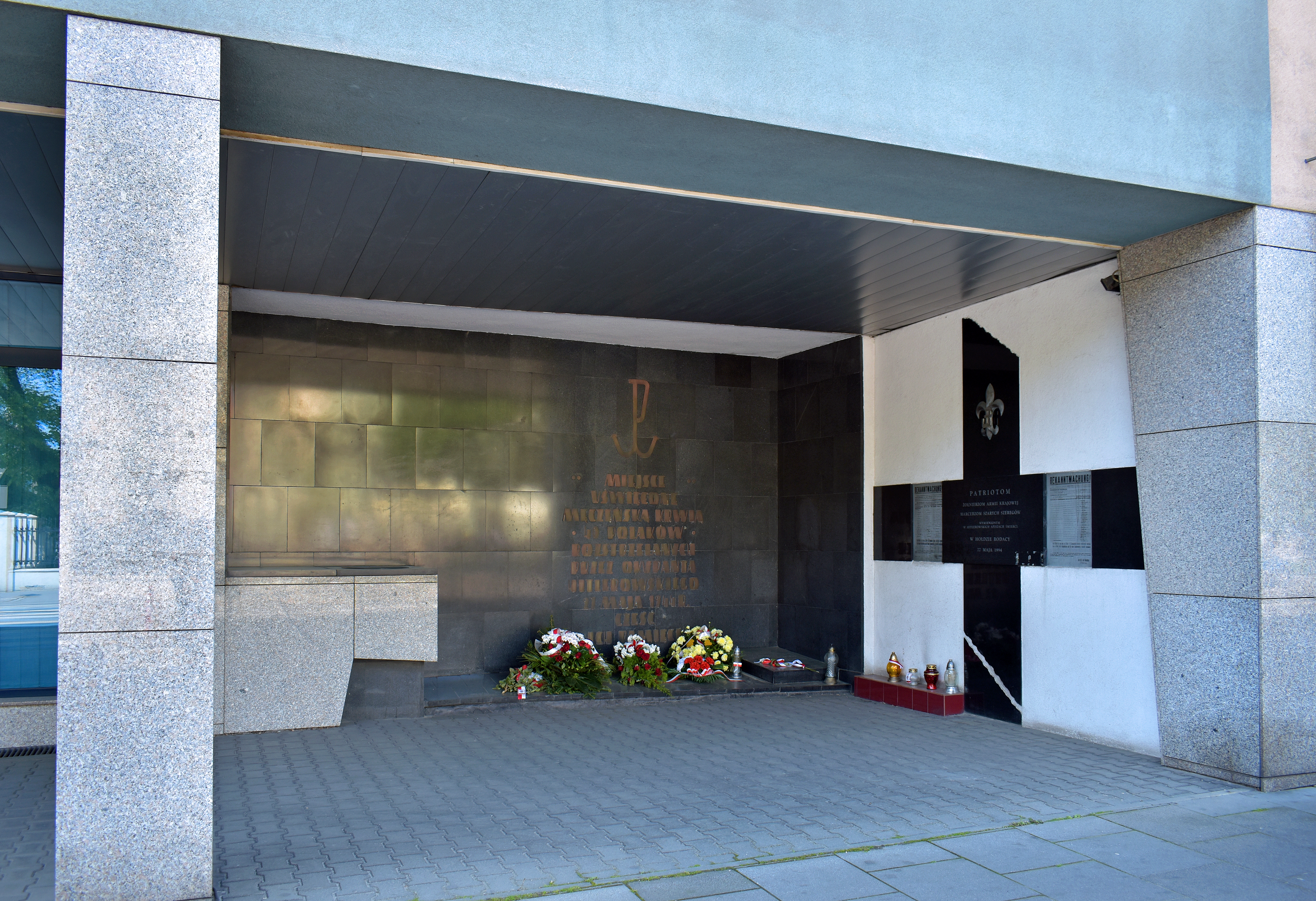
Pomnik przy ul. Lubicz 27, na rogu z ul. Botaniczną, w miejscu dokonanej przez Niemców egzekucji.

- 15 marca 1981 roku XIV Przemyska Harcerska Drużyna Wodna otrzymała imię Edwarda Heila,
- w 1983 roku w Krakowie jedna z ulic została nazwana imieniem i nazwiskiem Edwarda Heila,
- przy ulicy Grzegórzeckiej 14 została odsłonięta tablica pamiątkowa,
- przy ulicy Botanicznej została wmurowana tablica z listą rozstrzelanych tam 27 maja 1944 roku osób,
- odsłonięta została tablica pamięci Edwarda Heila w kościółku św. Idziego Krakowie,
- 30 maja 2014 roku na budynku Klubu Sportowego Czuwaj w Przemyślu, została odsłonięta tablica upamiętniająca Edwarda Heila; po uroczystości poświęcenia tablicy odbyła się premiera książki biograficznej o Edwardzie Heilu pt. Żałuję że go nie znałem autorstwa hm. Mariusza Piętki i adw. Janusza Czarnieckiego.